# مارک بلکا
مارک بلکا (انگلیسی: Marek Marian Belka؛ زادهٔ ۹ ژانویهٔ ۱۹۵۲) یک سیاست‌مدار اهل لهستان و رئیس کنونی بانک ملی این کشور است. وی از مه ۲۰۰۴ تا اکتبر ۲۰۰۵ نخست‌وزیر لهستان بود.